# Mehrdad Minavand
Mehrdad Minavand (مهرداد میناوند; Teheran, 30 novembre 1975 – Teheran, 27 gennaio 2021) è stato un calciatore iraniano, di ruolo centrocampista.
È morto il 27 gennaio 2021 a 45 anni, per complicazioni da COVID-19, malattia diagnosticatagli sei giorni prima.